# لیکا سالمانیان
لیکا سالمانیان (ارمنی: Լիկա Սալմանյան؛ انگلیسی: Lika Salmanyan زاده ۱۹۹۷) یک بازیگر اهل ارمنستان است. وی از سال ۲۰۱۲ تا کنون مشغول فعالیت بوده است.

## زندگی‌نامه
سالمانیان از انستیتو دولتی سینما و تئاتر ایروان فارغ‌التحصیل شده است.

## گزیده فیلمشناسی
از فیلم و مجموعه‌هایی که وی در آن نقش آفرینی کرده است می‌توان به آثار زیر اشاره کرد.
| سال                 | عنوان           | نقش          | توضیحات             |
| ------------------- | --------------- | ------------ | ------------------- |
| ۲۰۱۲–۲۰۱۳           | 3D Love         | آنوشیک       | نقش مکمل            |
| ۲۰۱۳ – ۳۰ مارس ۲۰۱۵ | Own Enemy       | امیلی (امکا) | نقش اصلی (۵۰۴ قسمت) |
| ۲۰۱۵                | دومینو          | لیلیت        | نقش مکمل (فصل ۱)    |
| ۲۰۱۶–۲۰۱۷           | پادشاهان باستان |              | نقش مکمل            |